# Даллингтон
Даллингтон (англ. Dallington) — один из пригородов Крайстчерча в Новой Зеландии, расположенный к северо-востоку от города.
Территория пригорода с юга и востока в основном ограничена руслом реки Эйвон, протекающей здесь от пересечения Даллингтон-террас (англ. Dallington Terrace) и Ривер-роуд (англ. River Road) до Нью-Брайтон-роуд (англ. New Brighton Road), ограничивающей территорию пригорода с севера. На западе Даллингтон начинается от пересечения Норт-перейд (англ. North Parade) и Банкс-авеню (англ. Banks Avenue). Соседние пригороды Даллингтона — Бервуд, Ширли, Ричмонд и Эйвонсайд.

## Инфраструктура
В Даллингтоне есть заправочная станция, медицинский центр, авторемонтная мастерская, центр садоводства, штаб-квартира благотворительной организации Trade Aid, парикмахерская, три производства молочных продуктов, галантерея, фастфуд и две начальные школы — школа Банкс-авеню и римско-католическая школа святого Павла. Три средние школы: средняя школа Ширли для мальчиков, колледж Мариан и средняя школа Эйвонсайд для девочек находятся неподалёку, в соседних пригородах.
В пригороде действует муниципальная сеть общественного транспорта, Orbiter, автобусы которой ходят с десятиминутным интервалом по будням и 15—30 минутным интервалом по выходным.

## Землетрясения
4 сентября 2010 года произошло разрушительное землетрясение, магнитудой 7,1. В результате землетрясения церковь святого Павла и одноименная школа получили серьёзные повреждения. Прихожане церкви вынуждены были посещать часовню колледжа Мариан, а студенты на некоторое время переместились в католический кафедральный колледж. Ожидалось, что разрушенные здания будут восстановлены в течение нескольких лет.
В результате землетрясения магнитудой 6,3, случившегося в феврале 2011 года, пригороду был нанесён значительно больший ущерб, чем при землетрясении в сентябре 2010 года. Некоторые помещения католического кафедрального колледжа располагались под 400-тонным куполом собора Святого Причастия. Однако в связи с опасностью его обрушения, колледж и школа святого Павла переехали в помещение на Чемпион-стрит, предоставленное министром образования.